# Piscivore

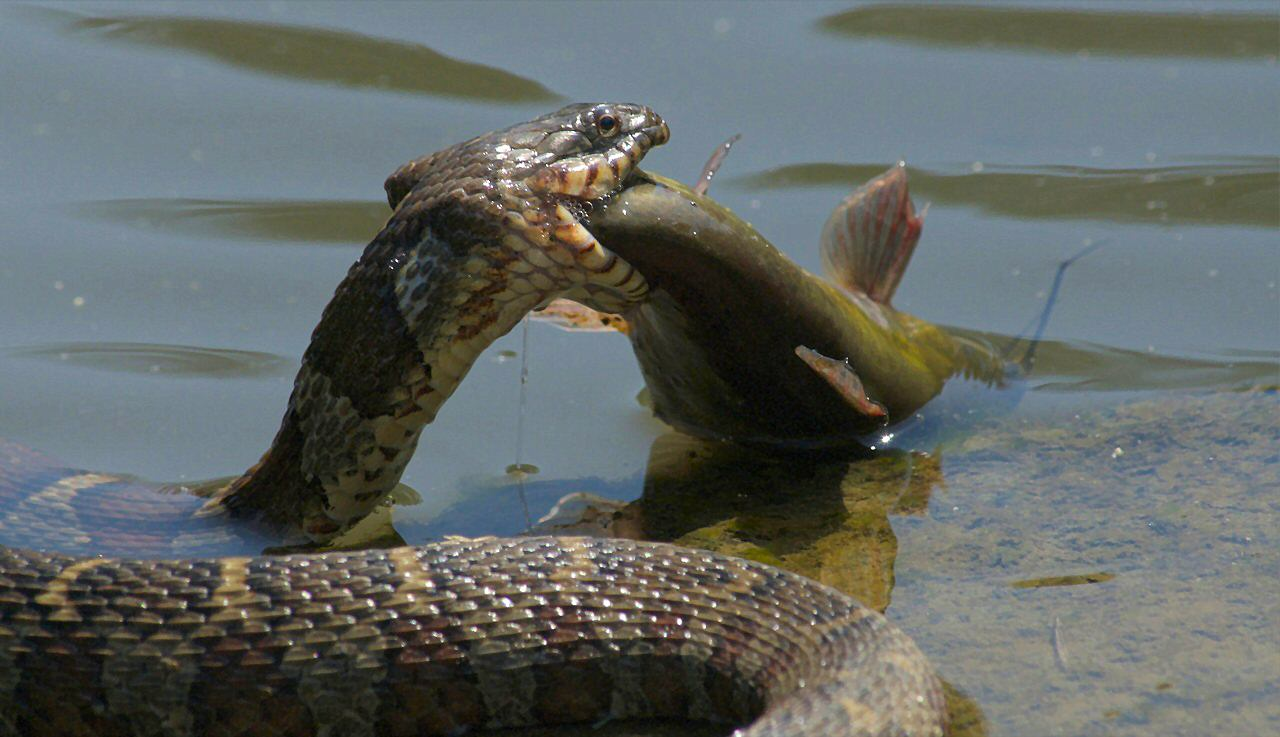
Couleuvre d'eau (Nerodia sipedon) mangeant un poisson.

Un animal piscivore (du latin : piscis, « poisson » et vorare « avaler, manger ») ou ichtyophage (du [grec ancien], « mangeur de poissons », composé de ἰχθύς / ikhthús (« poisson ») et de φάγος / phágos) est un animal se nourrissant de poissons.

## Dans la nature
On connait un large éventail d'espèces occasionnellement ou uniquement ichtyophages ; elles jouent un rôle important de régulation et un rôle eco-épidémiologiquement important d’« assainissement » (sélection naturelle, élimination des animaux malades...).
Les ichtyophages peuvent être :
- d'autres poissons (prédateurs tels que thons ou requins, avec aussi cas fréquents de cannibalisme chez certains poissons) ;
- des mammifères aquatiques (phoques, orques par exemple) ;
- des animaux non marins et non-aquatiques (tels que le pygargue ou l'ours par exemple).

Certaines espèces ne s'attaquent qu'aux cadavres de poissons (nécrophages), jouant alors un rôle important d'éboueur de l'environnement.

### Exemples
- poissons piscivores (très nombreux[1])
- oiseaux piscivores (exemple : aigrettes, hérons, cormorans, mouettes, goélands, balbuzards et aigles pêcheurs, martin-pêcheur[2],[3].),
- chauves-souris  piscivores (assez rares)[4]
- loutres, ours,
- serpents piscivores (ex : couleuvres ou serpents jarretière (thamnophis)
- tortues piscivores
- méduses (marines ou d'eau douce)
- arthropodes (passant tout ou partie de son cycle de vie sous l'eau, et adaptés à la capture des proies aquatiques tels que les petits poissons, têtards, grenouilles, etc. Parmi les plus connus figurent les scorpions d'eau (Nepidae),, les Belostomatidae et notonectes (Notonectidae), ou encore les Corixidae connus pour tuer et manger de petits poissons[5]. 
Une espèce de trichoptère, Plectrocnemia conspersa (pl) (de la famille des Polycentropodidés) a aussi été observée se nourrissant sur les alevins de poissons[6], de même que certaines larves ou nymphes de libellules Cordulegaster (Cordulegastridae) capables de tuer les poissons de plus de 2,5 cm de long[6]. Les dytiques et d'autres coléoptères aquatiques (Hydrophilidae) mangent aussi de petits poissons[6].
- araignées piscivores (appartenant le plus souvent aux genres Dolomedes et Nilus (« araignées de pêcheuses »). On a récemment montré que les araignées ichtyophages sont plus fréquentes qu'on ne l'avait d'abord pensé[7].

## Chez l'être humain
Pour les sciences humaines et sociales, les « ichtyophages » désignent entre autres les peuples de la mer, et en particulier, pour ceux qui étudient la préhistoire, les sociétés de chasseurs-cueilleurs maritimes du paléolithique qui pratiquent la collecte de coquillages et la pêche en suivant les rivages.
Le développement de ces sociétés date essentiellement au mésolithique, avec le phénomène d'insularisation et la stabilisation du trait de côte au VIIe millénaire av. J.-C.
En France, des sites archéologiques comme celui de Téviec ou Hœdic révèlent l'existence d'amas coquilliers, de vestiges fauniques (poissons, requins, oiseaux marins, mammifères marins comme le phoque), de  pêcheries ou d'outils sur ossements de baleines.

## Galerie

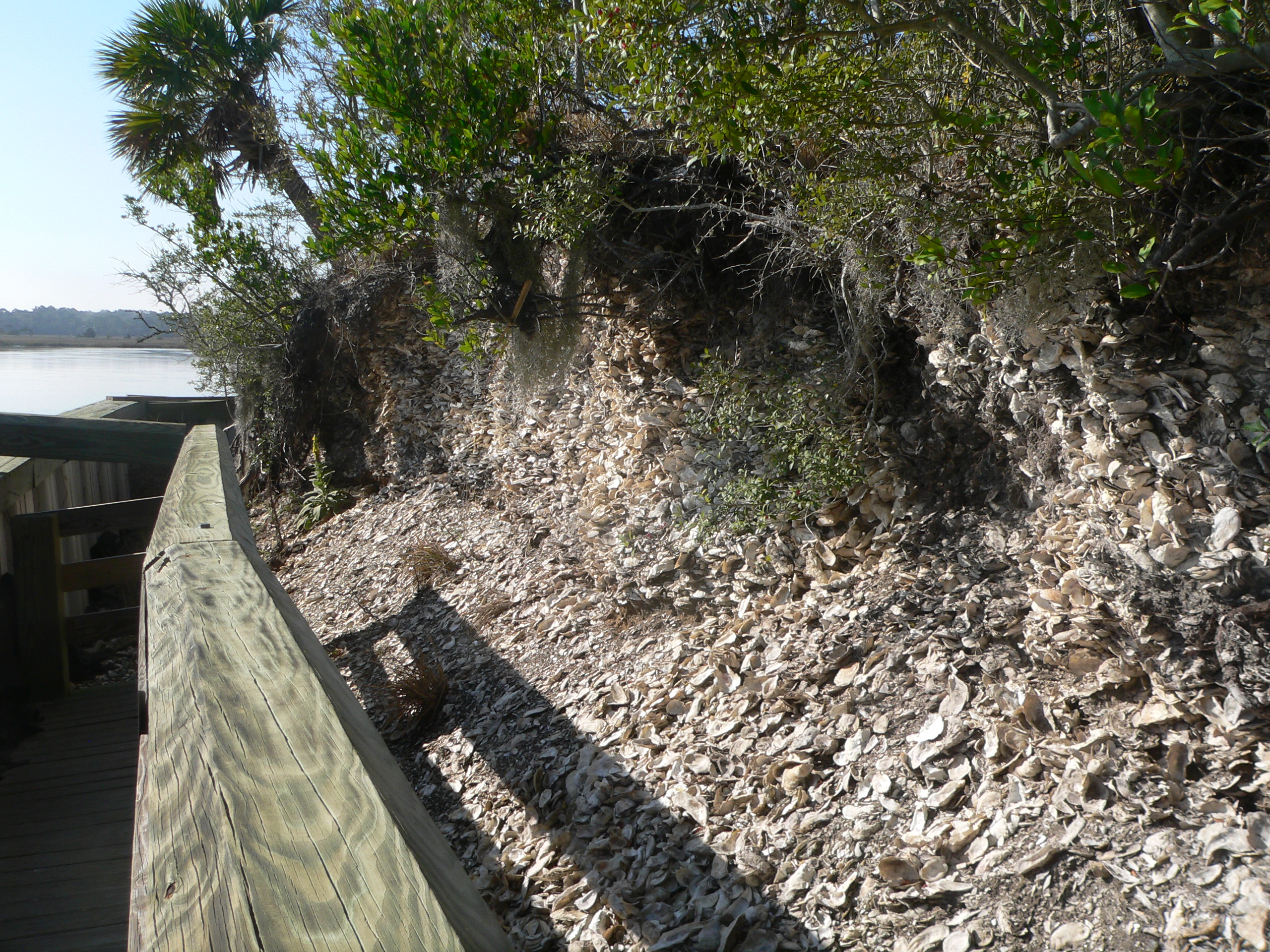
Amas coquillier fossile, laissé par les Amérindiens en Caroline du Sud.
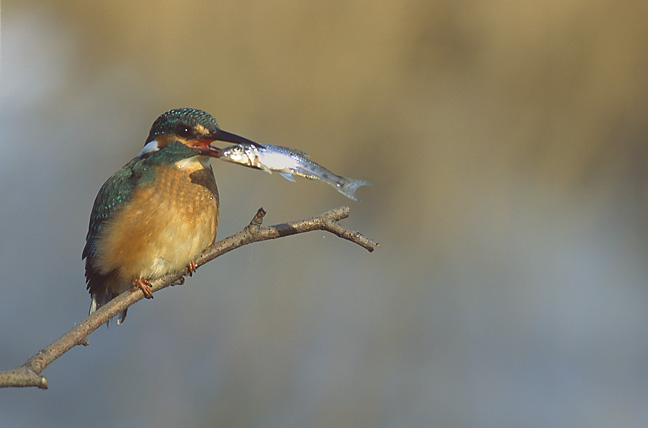
Un goujon dans le bec du martin-pêcheur.
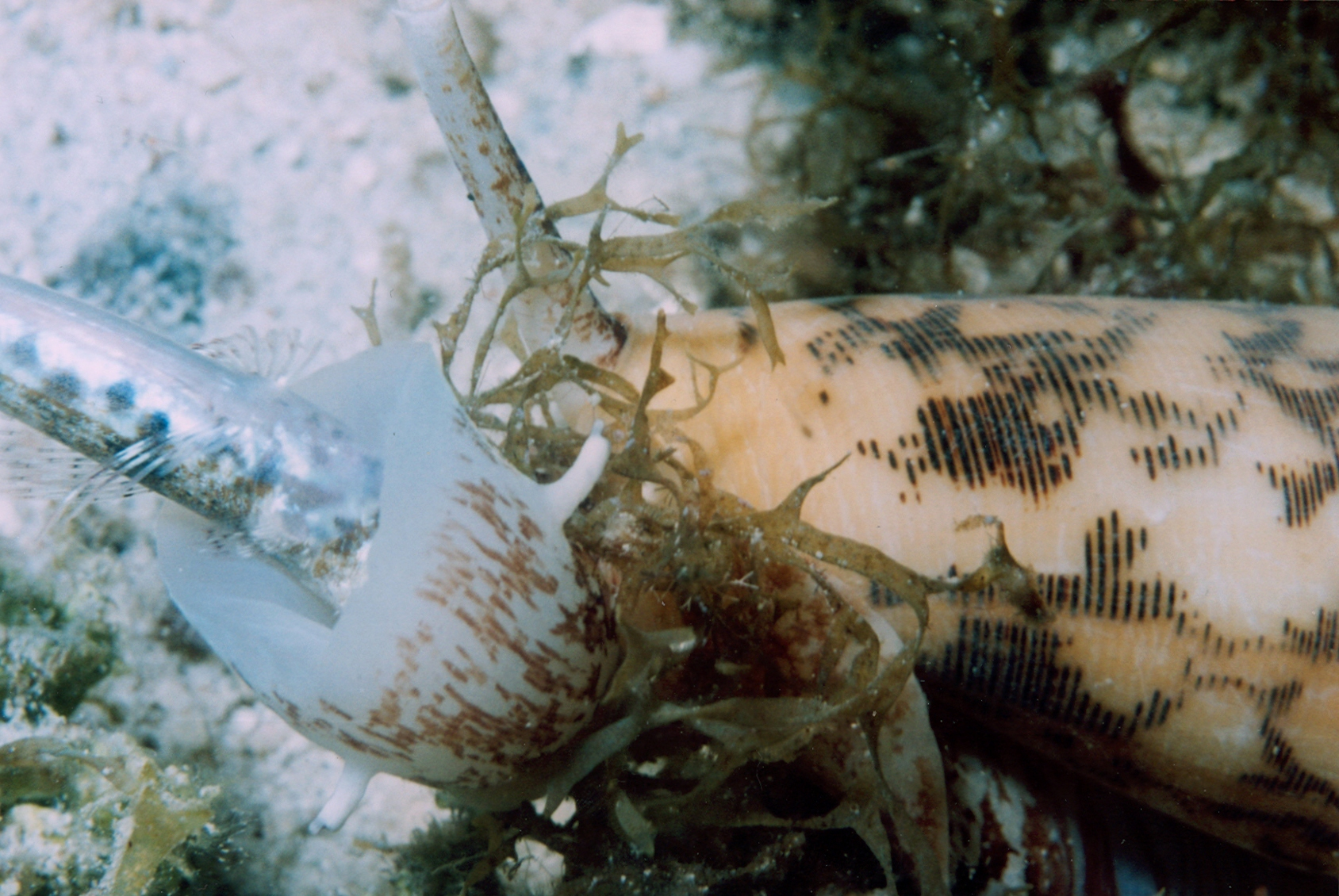
Conus striatus se nourrissant d'un petit poisson.
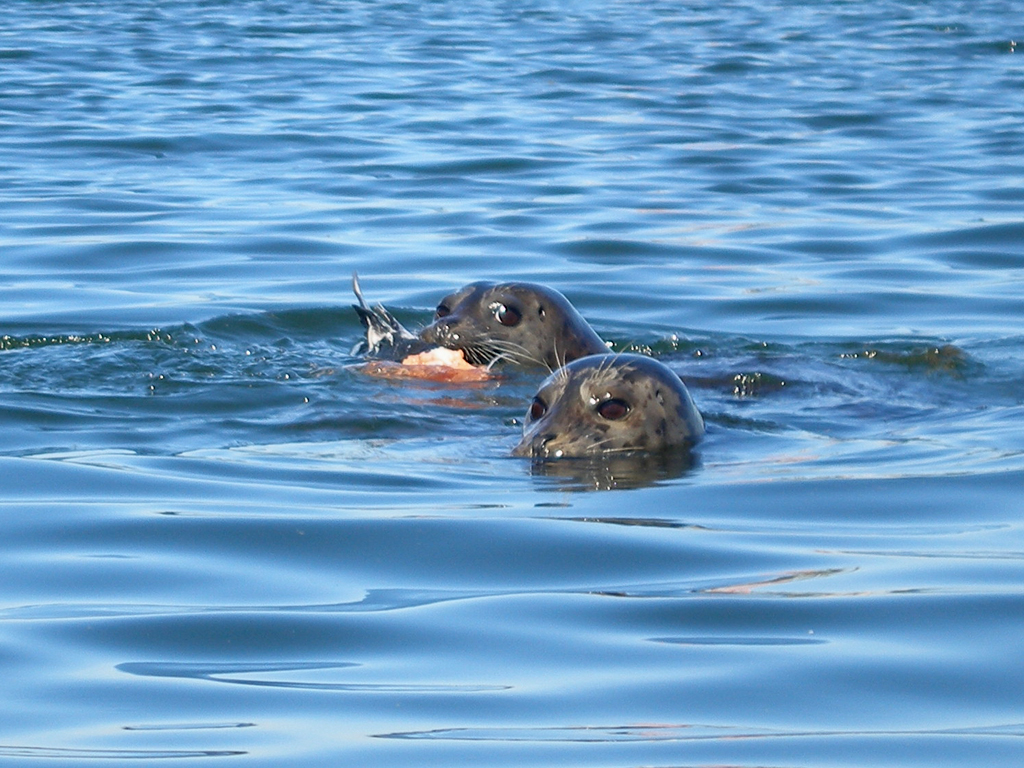
Un saumon, proie du phoque.
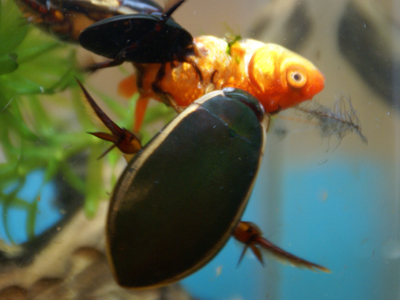
Deux Dytiques bordés (Dytiscus marginalis) se nourrissant d'un Poisson rouge (Carassius auratus).
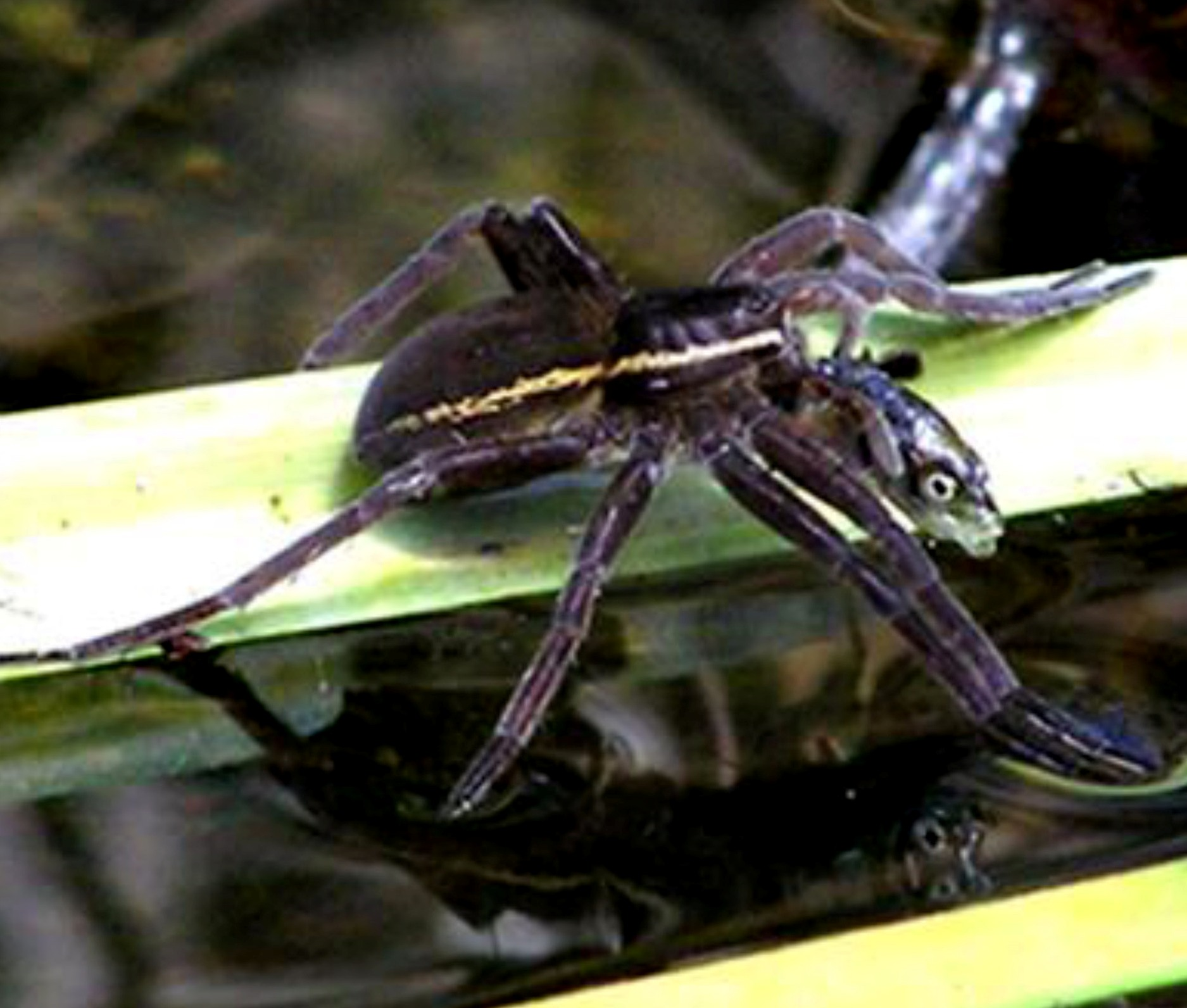
Dolomedes plantarius en train de manger une Épinoche (Gasterosteus aculeatus).